# Bílá Třemešná
Bílá Třemešná – gmina w Czechach, w powiecie Trutnov, w kraju hradeckim. Według danych z dnia 1 stycznia 2014 liczyła 1 337 mieszkańców.
W miejscowości jest stacja kolejowa Bílá Třemešná.